# Serranía de Ayapel
La serranía de Ayapel es una cadena montañosa colombiana perteneciente a la cordillera occidental de los Andes. Nace en el Nudo de Paramillo; de entre las tres que nacen en este sitio, es la de menor longitud, separando por un tramo corto la hoya del río San Jorge de la del Cauca. Se dirige hacia el noreste y sirve como límite oriental entre los departamentos de Córdoba y Antioquia.
Sus cerros más importantes son: Matoso (260 m s. n. m.), importante por su riqueza en ferroníquel, Oso (600 m s. n. m.) y el alto de Don Pío (200 m s. n. m.).